# Jorge Garcia

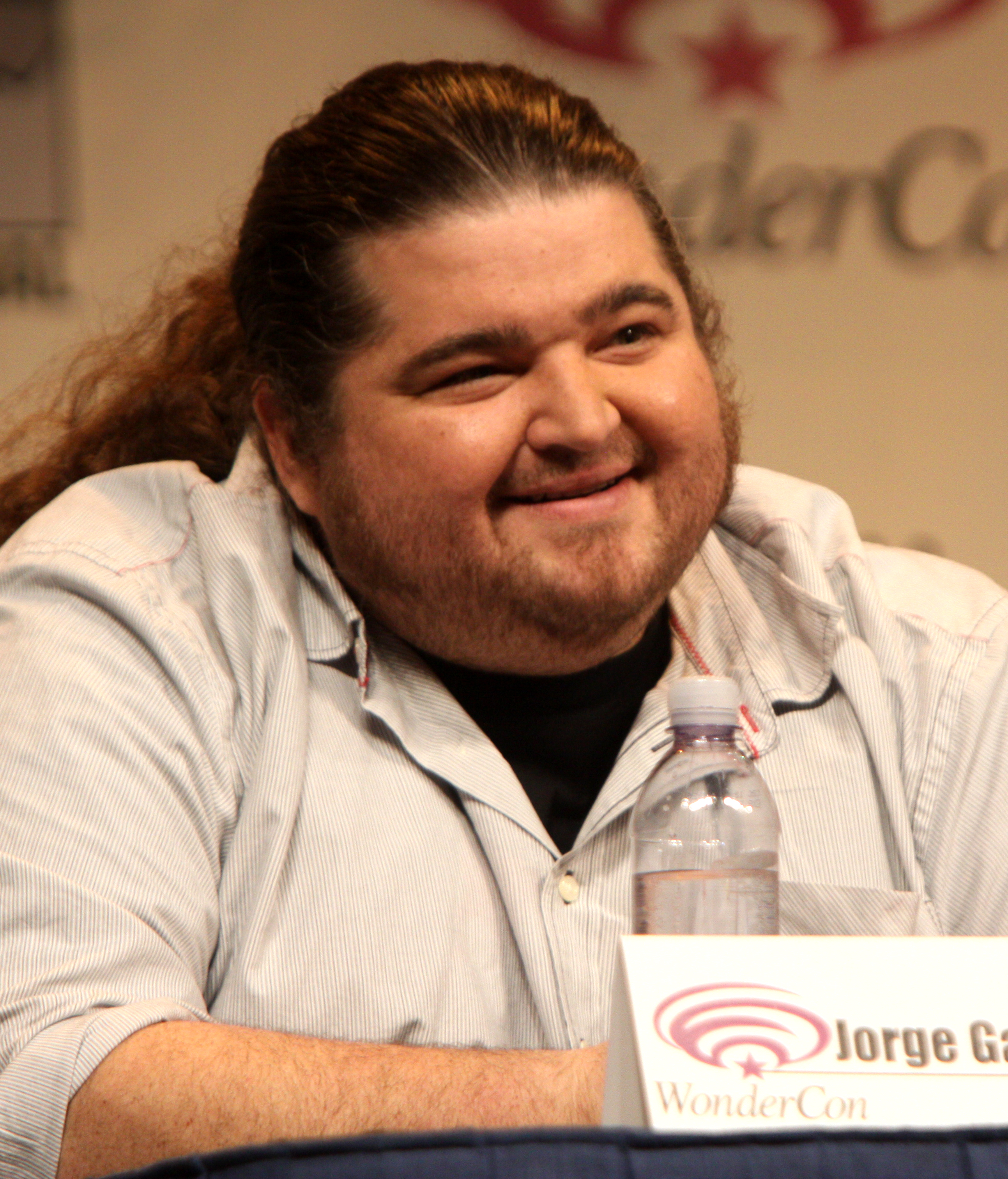
Jorge Garcia în martie 2012

Jorge Garcia (n. 28 aprilie 1973) este un actor și comic american, cunoscut în special pentru portretizarea lui Hugo "Hurley" Reyes în serialul de televiziune american Lost.

## Filmografie
| An   | Film                      | Rol            | Note                |
| ---- | ------------------------- | -------------- | ------------------- |
| 1997 | Raven's Ridge             | Monty          |                     |
| 1999 | Tomorrow by Midnight      | Jay            |                     |
| 2000 | King of the Open Mics     | Meatloag       |                     |
| 2002 | The Slow and the Cautious | Teddy          | Film de scurtmetraj |
| 2003 | Tales from the Crapper    | Racoon Head    | Direct-to-video     |
| 2004 | Our Time Is Up            | Gardener       | Film de scurtmetraj |
| 2005 | The Good Humor Man        | Mt. Rushmore   |                     |
| 2005 | Little Athens             | Pedro          |                     |
| 2006 | Deck the Halls            | Wallace        |                     |
| 2007 | Sweetzer                  | Sergio         |                     |
| 2011 | Maktub                    | Carlos         |                     |
| 2014 | Cooties                   | Rick           |                     |
| 2014 | Get a Job                 | Fernando       |                     |
| 2015 | The Wedding Ringer        | Lurch / Garvey |                     |
| 2016 | The Ridiculous Six        |                |                     |

| An           | Film                  | Rol                      | Note                                                                   |
| ------------ | --------------------- | ------------------------ | ---------------------------------------------------------------------- |
| 2000         | The Wild Thornberrys  | Ricardo (voce)           | Episodul: "Spirited Away"                                              |
| 2001         | Spin City             | Taxi Driver              | Episodul: "The Arrival"                                                |
| 2003         | Old School            | Jorge                    | Film TV                                                                |
| 2003         | Columbo               | Julius                   | Episodul: "Columbo Likes the Nightlife"                                |
| 2003         | Rock Me Baby          | Vizzy                    | Episodul: "Would I Lie to You?"                                        |
| 2003–04      | Becker                | Hector Lopez             | 13 episoade                                                            |
| 2004         | Curb Your Enthusiasm  | Drug Dealer              | Episodul: "The Car Pool Lane"                                          |
| 2005         | Higglytown Heroes     | Dog Trainer Hero (voice) | Episodul: "Me and My Shadow/Out to Sea"                                |
| 2004–10      | Lost                  | Hugo "Hurley" Reyes      | 114 episoade                                                           |
| 2010, 2014   | How I Met Your Mother | Steve (The Blitz)        | Episoadele: "Blitzgiving" și "Gary Blauman"                            |
| 2011         | Mr. Sunshine          | Bob Bobinson Bobert      | 3 episoade: "Pilot," "Hostile Workplace" și "The Assistant"            |
| 2011         | Fringe                | Kevin                    | Episodul: "Os"                                                         |
| 2012         | Alcatraz              | Dr. Diego Soto           | 13 episoade                                                            |
| 2012         | Phineas and Ferb      | Rodrigo                  | Episodul: "Minor Monogram"                                             |
| 2012-13      | Once Upon a Time      | Anton, the Giant         | 3 episoade: "Tallahassee," "Tiny" și "Lacey"                           |
| 2013         | The Ordained          | Carlos                   | Film TV                                                                |
| 2013         | Californication       | Drug Dealer              | 2 episoade: "Rock and a Hard Place" și "Mad Dogs and Englishmen"       |
| 2013         | Maggie                | Gaspar                   | 2 episoade: "Gaspar, the Friendly A.D.S.A." și "Gaspar, the Ambiguous" |
| 2013         | iSteve                | Steve Wozniak            | Film pe Internet                                                       |
| 2013–prezent | Hawaii Five-0         | Jerry Ortega             | Sezonul 4, Sezonul 5-prezent                                           |
| 2014         | Food Truck            | Kyle                     | Film TV                                                                |